# Сухий Гаврило Григорович
Гаврило Григорович Сухий (1908, село Миколаївка Катеринославської губернії — розстріляний 18 листопада 1937, місто Київ) — український радянський комсомольський діяч, 1-й секретар ЦК ЛКСМУ. Жертва сталінських репресій.

## Життєпис
Народився у селянській родині. Працював наймитом у заможних селян. У 1926 році вступив до комсомолу. У 1926—1928 роках — учень Новомосковської сільськогосподарської професійної школи.
У 1928—1931 роках — завідувач відділу Новомосковського районного комітету ЛКСМУ Дніпропетровщини; завідувач районного земельного відділу виконавчого комітету Новомосковської районної ради.
Член ВКП(б) з 1929 року.
У 1931—1937 роках — на відповідальній комсомольській роботі: завідувач відділу ЦК ЛКСМУ, завідувач відділу Вінницького обласного комітету ЛКСМУ, 1-й секретар Старобільського окружного комітету ЛКСМУ Донецької області. Навчався у Харківському планово-економічному інституті.
До липня 1937 року — 1-й секретар Харківського обласного комітету ЛКСМУ.
У липні — вересні 1937 року — 1-й секретар ЦК ЛКСМУ.
3 вересня 1937 року заарештований органами НКВС. 17 листопада 1937 року виїзною сесією Військової колегії Верховного суду СРСР засуджений до розстрілу. Страчений 18 листопада 1937 року.
У грудні 1957 року вирок був скасований, а 7 березня 1989 року Сухий був посмертно реабілітований у партійному відношенні.